# Mads Tafdrup
Mads Tafdrup (* 22. Oktober 1985 in Kopenhagen) ist ein dänischer Drehbuchautor.

## Leben
Mads Tafdrup wurde 1985 in Kopenhagen geboren und wuchs dort im Stadtteil Østerbro auf. Sein Studium an der Universität Kopenhagen schloss Tafdrup nach einem Bachelor in Südostasienwissenschaften im Jahr 2017 mit einem Master in Angewandter Kulturanalyse ab.
Gemeinsam mit seinem Bruder Christian Tafdrup, der bereits seit Anfang der 2000er Jahre als Schauspieler und Regisseur tätig war, verfasste Mads Tafdrup sein erstes Drehbuch zum Dramedy-Film En frygtelig kvinde. Der unter der Regie seines Bruders entstandene Film brachte beiden 2018 eine Auszeichnung mit dem Robert für das beste Originaldrehbuch ein. Danach schrieb Tafdrup Drehbücher für Fernsehserien wie Parterapi, Yes No Maybe und Cold Hawaii.
Die kreative Partnerschaft mit seinem Bruder setzte er mit dem Drehbuch für den „psychologischen Horrorfilm“  Speak No Evil (2022) fort.
Mads Tafdrup hat zusammen mit seiner Freundin zwei Kinder.

## Filmografie (Auswahl)
- 2017: En frygtelig kvinde
- seit 2018: Parterapi (Fernsehserie)
- 2019: Yes No Maybe (Fernsehserie)
- 2020: Cold Hawaii (Fernsehserie)
- 2022:  Speak No Evil (Gæsterne)

## Auszeichnungen (Auswahl)
- 2018: Robert für das Beste Originaldrehbuch für En frygtelig kvinde (mit Christian Tafdrup)